# Arendonk
Arendonk (nederländskt uttal: [ˈaːrəndɔŋk]) är en kommun i provinsen Antwerpen i regionen Flandern i Belgien. Kommunen har cirka 13 290 invånare (2020).